# Myriciaria dubia
El camu-camu (Myrciaria dubia) és una espècie d'arbust natiu de l'Amazonia Peruana, que creix en forma silvestre en els sòls al·luvials que són inundats durant l'època de pluges. Es troba principalment al llarg dels rius Ucayali i Amazones i els seus afluents, en el sector situat entre les localitats de Pucallpa (sobre el riu Ucayali) i Pebas (sobre el riu Amazones). Pot arribar a mesurar fins a 8 m d'altura. Es conrea com fruiter, apreciant-se el seu fruit per l'alt contingut de vitamina C.